# Ulea
Ulea település Spanyolországban, Murciában. Ulea Molina de Segura, Archena, Villanueva del Río Segura, Ojós és Blanca községekkel határos. Lakosainak száma 891 fő (2024).

## Népesség
A település népessége az elmúlt években az alábbi módon változott:
| Lakosok száma | 981  | 989  | 991  | 939  | 926  | 912  | 891  | 874  | 882  | 891  |
|               | 2001 | 2004 | 2007 | 2009 | 2012 | 2014 | 2017 | 2019 | 2022 | 2024 |